# Ce n'è per tutti
Pour plus de détails, voir Fiche technique et Distribution.
Ce n'è per tutti (que l'on peut traduire par : Il y en a pour tout le monde) est un film italien réalisé par Luciano Melchionna (it), sorti en 2009.

## Synopsis
Un garçon, Gianluca, grimpe sur le Colisée à Rome. Sous lui, ses amis et les médias cherchent à comprendre ce qui se passe.
Ce film est une réflexion sur ce qui peut conduire au suicide, créant dans un même temps sourire et questionnement chez le spectateur.

## Fiche technique
- Titre : Ce n'è per tutti
- Réalisation : Luciano Melchionna (it)
- Scénario : Luca De Bei, Luciano Melchionna (it)
- Photographie : Tarek Ben Abdallah
- Montage : Paola Freddi
- Musique : Riccardo Regoli, Fabrizio Sciannameo
- Scénographie : Emita Frigato (it)
- Costumes : Michela Marino
- Producteur : Anna Falchi, Sauro Falchi
- Société de production : A Movie Productions, Medusa Film
- Pays d'origine :  Italie
- Langue : Italien
- Format : Couleur - 35 mm - 2.35 : 1
- Genre : Comédie
- Durée : 96 minutes (1 h 36)
- Dates de sortie :
  -  Italie : 20 novembre 2009

## Distribution
- Lorenzo Balducci: Gianluca
- Stefania Sandrelli: la grand-mère de Gianluca
- Ambra Angiolini: Eva
- Micaela Ramazzotti: Isa
- Giorgio Colangeli : le père
- Jordi Mollà: Daniele
- Alessandra Muccioli: Claudia
- Sandro Giordano (it) : Saverio
- Anna Falchi: la présentatrice de télévision
- Claudia Ruffo (it) : Laura
- Francesco De Vito : Mauro
- Elena Russo (it) : Teresa
- Marco Aceti : Bruno